# Франсуа-Жозеф-Поль де Грасс
Франсуа-Жозеф-Поль де Грасс (фр. François Joseph Paul de Grasse, 13 вересня 1722, Ле-Бар-сюр-Лу — 11 січня 1788, Тії) — французький адмірал.

## Життєпис
Походив з аристократичної родини. У 1734 році почав служити на галерах Мальтійського ордену. Брав участь у походах проти магрибських піратів. У 1740 році перейшов на французький флот. Того часу почалася війна за австрійську спадщину. Де Грасс був учасником бою біля Тулону 1744 року. У 1747 році він був учасником походу до Вест-Індії під орудою адмірала Жонк'єра. У 1747 році потрапив у полон до англійців на чолі з адміралом Ансоном під час битви біля мису Фіністер 1747 року.
Звільнився після закінчення війни. У 1752 році подорожував до Леванту, а у 1755 — до Санто-Домінго (Гаїті). До того — у 1754 році — отримав чин лейтенанта. Брав участь у подіях Семирічної війни, де показав себе з гарного боку.
У 1778 році почалася нова війна Франції з Великою Британією щодо подій у Північній Америці. Того ж року Грасс отримав чин віце-адмірала. Брав участь у походах д'Естена у Вест-Індії. Після поранення останнього його у 1781 році призначено генерал-лейтенантом королівського флоту й доручено командування у Вест-Індії. Він зміг деблокувати о. Мартиніку, яку намагалися захопити англійці. Після цього був не досить активним та енергійним. Не зумів захопити о. Санту-Лючію, водночас оволодів о. Тобаго. У серпні рушив на допомогу повсталим Північноамериканським штатам. Наніс поразку біля бухти Лінн Хівен поблизу Йорктауна, але не знищив англійський флот, хоча мав можливість.
Після цього 26 листопада повернувся на Мартиніку. Намагався захопити о. Барбадос, але цьому завадили пасатні вітри. Тоді де Грасс рушив проти о. Сен-Кіттіс. 12 листопада 1782 року англійський гарнізон острова здався. 13 лютого де Грасс захопив о. Невіс. 12 квітня відбулася вирішальна битва біля островів Усіх Святих (ще називають її битвою біля Домініки). Внаслідок кількагодинного бою англійський флот на чолі з адміралом Родні завдав поразку флоту де Грасса, а сам де Грасс потрапив у полон.
У 1783 році після завершення війни де Грасс повернувся додому. Тут відбувся  суд над ним щодо дій у Вест-Індії, який виправдав адмірала. Але тоді стався конфлікт де Грасса з офіцерами флоту, яких адмірал звинуватив у поразках королівського флоту. Король Людовик XVI не підтримав адмірала де Грасса й заборонив йому з'являтися при дворі. Помер де Грасс 11 січня 1788 року.